# Eupithecia perdistincta
Eupithecia perdistincta là một loài bướm đêm trong họ Geometridae.